# 四溴二(四氢呋喃)合钛(IV)
四溴二(四氢呋喃)合钛(IV)是一种配位化合物，化学式为C8H16Br4O2Ti，可简写为TiBr4(THF)2，其中THF为四氢呋喃。它可由四溴化钛和四氢呋喃反应得到：
TiBr4 + 2 THF → TiBr4(THF)2
它和1,4-二锂代丁烷（Li(CH2)4Li）在乙醚中反应，可以得到Li2Ti(C4H8)3[(C2H5)2O]2。